# Mésangueville
 Mésangueville  es una comuna y población de Francia, en la región de Alta Normandía, departamento de Sena Marítimo, en el distrito de Dieppe y cantón de Argueil.
Su población municipal en 2013 era de 154 habitantes.
Está integrada en la Communauté de communes des Monts de l'Andelle.

## Demografía
| 341 | 509 | 404 | 419 | 417 | 475 | 412 | 400 | 384 | 374 | 376 | 362 | 356 | 337 | 310 | 340 | 290 | 268 | 312 | 279 | 256 | 244 | 250 | 239 | 277 | 232 | 210 | 201 | 161 | 137 | 137 | 143 | 158 |
| Para los censos de 1962 a 1999 la población legal corresponde a la población sin duplicidades (Fuente: INSEE [Consultar]) |     |     |     |     |     |     |     |     |     |     |     |     |     |     |     |     |     |     |     |     |     |     |     |     |     |     |     |     |     |     |     |     |